# Cheap Truth

Cheap Truth était une publication d'une page recto-verso (un fanzine) publiée au cours des années 1980. Elle a été l'organe non officiel d'un groupe à géométrie variable d'auteurs. Ce groupe se surnommait de nombreuses façons, y compris "le mouvement" ("The Movement"), mais il devint connu sous le nom de mouvement Cyberpunk.
Le fanzine était édité par l'auteur de science fiction Bruce Sterling , sous le pseudonyme Vincent Omniaveritas. De nombreux contributeurs ont participé à la publication, comme "Sue Denim" (comme dans pseu-donyme, en l’occurrence Lewis Shiner), mais la véritable identité cachée derrière certains alias reste parfois méconnue. Le fanzine était très critique envers ce que les auteurs considérait comme étant "la science-fiction populaire figée".